# Jean-Baptiste Le Moyne de Bienville
Jean-Baptiste Le Moyne de Bienville, numit și Sieur de Bienville (n. 23 februarie 1680, Montreal, Quebec, d. 7 martie 1767, Paris, Franța) a fost un colonizator și guvernator al Louisianei franceze, numit de 4 ori în această funcție între 1701-1743. A fost fratele mai mic al exploratorului Pierre Le Moyne d'Iberville.

## Primii ani
Jean-Baptiste Le Moyne era fiul lui Charles le Moyne și al Catherinei Primot. Originar din Dieppe, Franța, Charles le Moyne și-a stabilit familia în așezarea Ville-Marie (actualul Montreal) încă de tânăr, și a avut în total paisprezece copii.
La optsprezece ani, Bienville a plecat cu fratele său Iberville într-o expediție de înființare a coloniei Louisiana. Bienville și Iberville au explorat în timpul acestei expediții coasta central-nordică a Golfului Mexic, descoperind Insulele Chandeleur în largul coastei Louisianei și insulele Cat și Ship în largul coastei actualului stat Mississippi înainte de a se deplasa către vest pentru a naviga pe gurile fluviului Mississippi. În cele din urmă, expediția s-a aventurat până în zona actualului oraș Baton Rouge și a lui False River. Înainte de a reveni în Franța, Iberville a înființat prima așezare din colonia Louisiana, în aprilie 1699 sub numele de Fort Maurepas (Vechiul Biloxi, aflat pe locul localității actuale Ocean Springs, Mississippi), și l-a numit pe Sauvolle de la Villantry guvernator, Bienville fiind secundul acestuia.
După plecarea lui Iberville, Bienville a efectuat o nouă expediție pe fluviul Mississippi și s-a întâlnit cu vase englezești. Auzind de această întâlnire la întoarcerea lui Bienville, Iberville i-a cerut acestuia să înființeze o nouă așezare pe fluviul Mississippi, oriunde găsește teren solid. La cincizeci de mile în amonte, Bienville a înființat în 1699 Fort de la Boulaye.
După moartea lui Sauvolle în 1701, Bienville a devenit pentru prima oară, la 21 de ani, guvernator al noului teritoriu. În 1701, mai rămăseseră doar 180 persoane în colonie, restul murind de malnutriție și boli.

## Fondarea orașului Mobile
La recomandarea fratelui său, Bienville a mutat majoritatea coloniștilor într-o nouă așezare în actualul stat Alabama pe malul de vest al râului Mobile, așezare denumită Fort Louis de la Mobile. El a înființat și un port de ape adânci pe Insula Dauphin întrucât golful Mobile și râul Mobile erau prea puțin adânci pentru vasele maritime.

Populația coloniei a fluctuat în următorii câțiva ani. În 1704, parțial din cauza temerilor că „fraternizarea” soldaților francezi cu femeile băștinașe poate duce la un conflict, Bienville a aranjat aducerea a douăzeci și patru de femei din Franța. Prin tradiție, tinerele au fost alese din mănăstiri, deși majoritatea proveneau probabil din familii sărace.
Domnișoarele au fost găzduite în casa lui Bienville și puse în grija menajerei acestuia, o canadiancă franceză pe nume Madame Langlois. Ea aflase de la triburile localnice arta gătitului produselor locale și le-a învățat și pe ucenicele ei, ceea ce este considerat a fi considerat originea bucătăriei creole. Numele și viața acestor fete nu sunt cunoscute, dar cel puțin câteva au rămas în colonie și s-au căsătorit, așa cum se și dorea, cu soldați francezi, prima naștere cunoscută a unui copil alb având loc acolo în 1705.
Populația coloniei a fluctuat în generația următoare, crescând la 281 de persoane până în 1708 dar scăzând la 178 după doi ani din cauza bolilor. În 1709, o mare inundație a lovit Fort Louis de la Mobile: ca urmare a acesteia și a epidemiilor ce au urmat, Bienville a ordonat strămutarea așezării în aval la actualul loc al orașului Mobile, Alabama în 1711 și construind un nou Fort Louis.

Până în 1712, când Antoine Crozat a preluat administrația coloniei prin dispensă regală, colonia avea o populație de 400 de locuitori. În 1713, a sosit un nou guvernator din Franța, iar Bienville s-a mutat spre vest când, în 1716, a înființat Fort Rosalie pe locul actualului oraș Natchez, Mississippi. Noul guvernator, Antoine Laumet de La Mothe, sieur de Cadillac, nu a durat mult din cauza proastei gestionări și a lipsei de creștere în colonie. A fost rechemat în Franța în 1716, iar Bienville a preluat din nou conducerea, până când a fost înlocuit de noul guvernator, Jean-Michel de Lepinay, sosit din Franța. Lepinay însă nu a rămas multă vreme, deoarece Crozat a cedat controlul asupra coloniei și administrația a trecut în seama lui John Law și a Companiei Indiilor condusă de el. În 1718, Bienville a redevenit guvernator al Louisianei, și în timpul acestui mandat a înființat orașul New Orleans, Louisiana.

## Părintele New Orleansului
Bienville a scris directorilor Companiei în 1717 anunțându-i că a găsit un meandru al fluviului Mississippi, în formă de semilună, pe care o considera protejată de uragane și de maree și lângă care a propus să se construiască noua capitală a coloniei. A primit permisiunea, iar Bienville a plecat în 1718 să înceapă construcția. Până în 1719, se construit un număr suficient de case și depozite pentru ca Bienville să mute proviziile și soldații din Mobile. În urma conflictelor cu arhitectul-șef al coloniei, Le Blond de la Tour, Bienville a ordonat ca un arhitect asistent, Adrien de Pauger, să traseze planurile noului oraș în 1720. În 1721, Pauger a alcătuit dreptunghiul de 11x7 străzi denumit astăzi Cartierul Francez sau Vieux Carré. După ce s-a mutat în noua sa casă de pe locul actualei clădiri Custom House, Bienville a botezat orașul „La Nouvelle-Orléans” în cinstea lui Filip al II-lea, duce de Orléans, principele regent al Franței. New Orleans a devenit capitala Louisianei franceze din 1723, în timpul celui de-al treilea mandat de guvernator al lui Bienville.

## Fondarea orașului Biloxi
În 1719, în timpul Războiului Cvadruplei Alianțe (1718–1720), Bienville mutase capitala Louisianei franceze din Mobile, care era prea aproape de front și de Pensacola spaniolă, înapoi la Fort Maurepas.
Dar din cauza modificării poziției bancurilor de nisip, așezarea a fost mutată dincolo de golful Biloxi, unde s-a înființat Nouvelle-Biloxi (sau „Bilocci”), în 1719. După mutare, Fort Maurepas a fost ars (conform obiceiului francez, în scopul de a evita repopularea cu forțe inamice). Tot în 1719, New Orleansul aflat în construcție fusese complet inundat (sub ape de cel puțin 25 cm), realizând că este nevoie de construcția de diguri. Consiliul guvernatorial a dorit să păstreze capitala la Golful Mexic, în Biloxi. Solul nisipos din jurul Biloxiului complica însă practicarea agriculturii, iar furtunile duceau la deplasarea bancurilor de nisip către portul Biloxi, în vreme ce locul unde se afla New Orleans putea fi considerat port de ape adânci și se afla mai aproape de terenurile agricole. În cele din urmă, în iunie 1722, Bienville a început să mute capitala la New Orleans, mutare terminată în august 1722.
La 29 august 2005, în timpul Uraganului Katrina, Biloxi a fost complet inundat sub ape de (9 m), în timp ce New Orleans a fost inundat parțial, doar în 70% din oraș, sub ape de cel mult 3 m adâncime. Datorită altitudinii mai mari și a digurilor din apropiere, vechiul Cartier Francez al lui Bienville din New Orleans nu a fost inundat de Katrina. Orașul Biloxi a fost în schimb devastat, cu inundarea nivelului al treilea și cu intrarea barjelor în etajul 2 al hotelurilor.

## Războiul cu indienii Chickasaw
În 1725, Bienville a fost rechemat în Franța și a lăsat colonia pe mâinile lui Pierre Dugué de Boisbriant, urmat de Étienne Périer. Bienville și-a reluat postul din Louisiana în 1733. Acest ultim mandat avea să fie marcat de conflicte cauzate de deteriorarea relațiilor cu băștinașii Chickasaw. Bienville a plănuit imediat o ofensivă, cerând guvernatorului districtului Illinois, Pierre d'Artaguette să i se alăture cu toată forța disponibilă în teritoriul Chickasaw, pentru un atac coordonat. Bienville a întârziat, iar d'Artaguette a atacat singur la 25 martie 1736, fiind învins. După mai multe săptămâni de pregătiri, Bienville a atacat dinspre sud la 26 mai, invazie care a eșuat și ea într-un măcel sângeros. Umilit, Bienville a organizat o a doua campanie și și-a adunat forțele la Chickasaw Bluff în 1739. Triburile Chickasaw au cerut pace, iar Bienville a semnat tratatul în aprilie 1740. După două campanii terminate departe de așteptări, Bienville a demisionat din funcția de guvernator.
În timp ce aștepta venirea noului guvernator, Bienville a contribuit la înființarea unui spital care a fost înzestrat de marinarul Jean Louis. Bienville a coordonat și efortul de înlăturare a efectelor a două uragane care au lovit coasta Golfului Mexic în toamna lui 1740. Noul guvernator a sosit în 1743, iar Bienville s-a reîntors în Franța, unde a depus eforturi de a împiedica guvernul să transfere colonia Spaniei. Bienville a murit la Paris în 1767.